# Susín
Susín ist ein spanischer Ort in der Provinz Huesca der Autonomen Gemeinschaft Aragonien. Susín gehört zur Gemeinde Biescas. Das Dorf in den Pyrenäen liegt auf 1065 Meter Höhe und ist unbewohnt.

## Sehenswürdigkeiten
- Pfarrkirche Santa Eulalia mit Apsis aus dem 11. Jahrhundert (Bien de Interés Cultural).[1][2]